# Condado de Bydgoszcz
Nota linguística: Não confundir hrabstwo (condado) com powiat (divisão administrativa)..
Bydgoszcz (polaco: powiat bydgoski) é um powiat (condado) da Polónia, na voivodia de Cujávia-Pomerânia. A sede do condado é a cidade de Bydgoszcz. Estende-se por uma área de 1394,8 km², com 93 735 habitantes, segundo os censos de 2005, com uma densidade 67,2 hab/km².

## Divisões admistrativas
O condado possui:
Comunas urbana-rurais: Koronowo, Solec Kujawski
Comunas rurais: Białe Błota, Dąbrowa Chełmińska, Dobrcz, Nowa Wieś Wielka, Osielsko, Sicienko
Cidades: Koronowo, Solec Kujawski

## Demografia
População (dados de 30 de Junho de 2005):
|          | Total   | Total | Mulheres | Mulheres | Homens  | Homens |
| -------- | ------- | ----- | -------- | -------- | ------- | ------ |
|          | pessoas | %     | pessoas  | %        | pessoas | %      |
| Total    | 93 735  | 100   | 47 567   | 50,7     | 46 168  | 49,3   |
| Cidades  | 25 788  | 100   | 13 393   | 51,9     | 12 395  | 48,1   |
| Povoados | 67 947  | 100   | 34 174   | 50,3     | 33 773  | 49,7   |